# Indiana Firebirds
Die Indiana Firebirds waren ein Arena-Football-Team aus Indianapolis (Indiana), das in der Arena Football League (AFL) spielte. Das Franchise wurde 1990 als Albany Firebirds gegründet und zog erst 2001 nach Indiana.

## Geschichte

### Albany Firebirds (1990–2000)
Das Franchise wurde 1990 als Albany Firebirds in Albany, New York, gegründet.
Die Firebirds verbrachten elf Jahre in der AFL. Davon qualifizierten sie sich neun Mal für die Postseason. Ihr größter Erfolg war der Gewinn des ArenaBowls im Jahr 1999, als die Orlando Predators mit 59:48 besiegt wurden. Albany hat ihm Laufe der Jahre 88 Siege zu 59 Niederlagen verbuchen können. Das sind die viertmeisten Siege in der AFL-Geschichte. Auch bei den Zuschauern waren die Firebirds sehr beliebt. In den elf Jahren verbuchten sie im Schnitt 11.221 Zuschauer.
Im Jahr 2000 wurden die Firebirds verkauft. Es folgte der Umzug nach Indiana.

### Indiana Firebirds (2001–2004)
Die zweite Ära der Firebirds in Indiana verlief im Gegensatz zu der Zeit in Albany erfolglos. Während man 2001 noch bis in das Halbfinale einzog, schied man 2002 bereits in der Wild Card Round aus. 2003 und 2004 konnten die Playoffs nicht erreicht werden.
Nach der Saison 2004 verkündete Besitzer Dave Lageschulte, dass das Franchise nicht mehr am Spielbetrieb teilnehmen wird und aufgelöst wird. Lageschulte wollte bereits 2002 verkaufen, ein geeigneter Käufer wurde allerdings nicht gefunden.

### Weitere Teams dieses Namens
Die Albany Conquest spielten ab 2002 in der af2, der zweiten Spielklasse der AFL. In ihrer letzten Saison 2009 trat das Team als Albany Firebirds an. 
2024 wurde die Arena Football League und auch das Franchise Albany Firebirds wiederbelebt. Diese AFL spielte allerdings nur eine Saison und die Firebirds beteiligten sich an der Gründung der Nachfolgeliga Arena Football One.

## Saisonstatistiken
| Jahr | Team              | Liga | S  | N  | Playoffrunde |
| ---- | ----------------- | ---- | -- | -- | --- |
| 1990 | Albany Firebirds  | AFL  | 3  | 5  | |
| 1991 | Albany Firebirds  | AFL  | 6  | 4  | N Halbfinale gg. Detroit Drive 35:37                                                                                              |
| 1992 | Albany Firebirds  | AFL  | 5  | 5  | N Viertelfinale gg. Dallas Texans 45:48                                                                                           |
| 1993 | Albany Firebirds  | AFL  | 5  | 7  | N Viertelfinale gg. Tampa Bay Storm 34:48                                                                                         |
| 1994 | Albany Firebirds  | AFL  | 10 | 2  | S Viertelfinale gg. Las Vegas Sting 49:30 N Halbfinale gg. Arizona Rattlers 42:51                                                 |
| 1995 | Albany Firebirds  | AFL  | 7  | 5  | S Viertelfinale gg. St. Louis Stampede 51:49 N Halbfinale gg. Tampa Bay Storm 49:56                                               |
| 1996 | Albany Firebirds  | AFL  | 10 | 4  | S Viertelfinale gg. Milwaukee Mustangs 70:58 N Halbfinale gg. Iowa Barnstormers 55:62                                             |
| 1997 | Albany Firebirds  | AFL  | 6  | 8  | |
| 1998 | Albany Firebirds  | AFL  | 10 | 4  | N Viertelfinale gg. New Jersey Red Dogs 59:66                                                                                     |
| 1999 | Albany Firebirds  | AFL  | 11 | 3  | S Viertelfinale gg. Grand Rapids Rampage 55:45 S Halbfinale gg. Arizona Rattlers 73:47 S ArenaBowl gg. Orlando Predators 59:48    |
| 2000 | Albany Firebirds  | AFL  | 9  | 5  | N Viertelfinale gg. Arizona Rattlers 50:53                                                                                        |
| 2001 | Indiana Firebirds | AFL  | 9  | 5  | S Wild Card Round gg. Carolina Cobras 58:41 S Viertelfinale gg. Tampa Bay Storm 68:31 N Halbfinale gg. Grand Rapids Rampage 70:83 |
| 2002 | Indiana Firebirds | AFL  | 7  | 7  | N Wild Card Round gg. Dallas Desperados 46:47                                                                                     |
| 2003 | Indiana Firebirds | AFL  | 6  | 10 | - |
| 2004 | Indiana Firebirds | AFL  | 8  | 8  | - |

## Zuschauerentwicklung
| Jahr | Team              | Zuschauerdurchschnitt |
| ---- | ----------------- | --------------------- |
| 1990 | Albany Firebirds  | 10.151                |
| 1991 | Albany Firebirds  | 11.005                |
| 1992 | Albany Firebirds  | 12.581                |
| 1993 | Albany Firebirds  | 11.888                |
| 1994 | Albany Firebirds  | 12.351                |
| 1995 | Albany Firebirds  | 12.240                |
| 1996 | Albany Firebirds  | 11.865                |
| 1997 | Albany Firebirds  | 10.826                |
| 1998 | Albany Firebirds  | 10.629                |
| 1999 | Albany Firebirds  | 10.681                |
| 2000 | Albany Firebirds  | 10.049                |
| 2001 | Indiana Firebirds | 11.003                |
| 2002 | Indiana Firebirds | 10.086                |
| 2003 | Indiana Firebirds | 11.623                |
| 2004 | Indiana Firebirds | 10.873                |